# The Tricked Trickster
The Tricked Trickster è un cortometraggio muto del 1911 prodotto dalla Essanay di Chicago. Il nome del regista non viene riportato nei credit.

## Produzione
Il film fu prodotto dalla Essanay Film Manufacturing Company.

## Distribuzione
Distribuito dalla General Film Company, il film - un cortometraggio di 150 metri - uscì nelle sale cinematografiche USA il 24 ottobre 1911. Nelle proiezioni, veniva programmato con il sistema dello split reel, accorpato in un'unica bobina con un altro cortometraggio prodotto dall'Essanay, la commedia The Family Pet's Revenge.